# Achille Dauphin-Meunier
Pour les articles homonymes, voir Meunier.
Achille Dauphin-Meunier, alias Pierre Ganivet, est un intellectuel français du XXe siècle né le 28 juillet 1906 à Bourg-la-Reine et mort le 18 août 1984 à Cailly-sur-Eure. Il a été tour à tour employé de banque, syndicaliste CGT, journaliste et universitaire. Ses convictions ont évolué, elles sont allées de l'anarcho-syndicalisme à ses débuts à la défense de la doctrine sociale de l'Église et du néolibéralisme et à l'extrême droite catholique après la Seconde Guerre mondiale, en passant par le planisme et la défense de l'économie dirigée durant les années 1930 et sous l'Occupation. Il fonde en 1968 à Paris un établissement universitaire privé, la Faculté libre de droit, d'économie et de gestion de Paris.

## Biographie

### Jeunesse et études
Il est le fils de Joseph Dauphin Meunier (1868 – 1927, poète, historien des Mirabeau, conservateur de la Bibliothèque administrative de la Ville de Paris) et de Claire Bouchard (1885 – 1957, fille de l'encadreur renommé de la rue Monsieur-le-Prince).
D’une intelligence précoce, il fait ses études à l’École Saint-Aspais de Melun et au lycée Lakanal de Sceaux. Il passe son bac à seize ans, en 1922. Lecteur du Pèlerin dans son enfance, il « apprit à connaître la maçonnerie comme un abîme de perdition et une entreprise satanique », mais son éducation stricte à la maison et au petit séminaire l’amena, en réaction, à professer des opinions anticléricales et matérialistes.
Il se lie, par des camarades de classe, à des maîtres de la pensée anarchiste comme Christian Cornélissen et Jean Grave et fréquente le milieu des anarchistes hongrois réfugiés en France. Il publie en 1926 son premier livre, consacré à La Commune hongroise et les Anarchistes (21 mars 1919 – 7 août 1919). Il tisse des contacts avec les milieux anarchistes de nombreux pays, en particulier avec ceux de la Catalogne, dont il prit un nom fréquent pour pseudonyme : Pierre Ganivet.
Dès l’automne 1922, il travaille, comme employé au service de la correspondance, à la Banque de Paris et des Pays-Bas d'Horace Finaly, un ami de son père. Il y développe une expertise technique, participe à la rédaction d’une encyclopédie en douze volumes sur La Banque et ses Services, publiés en 1931 et 1932, et reprend ses études, à la faculté de droit et à l’École libre des sciences politiques, qu’il couronne par une thèse de doctorat sur Mirabeau et l’Économie prussienne de son temps soutenue le 14 mars 1933.

### Parcours militant et syndical dans les années 1930
Il s'écarte peu à peu des milieux anarchistes, milite dans le syndicalisme et participe à la fondation, en 1935, du premier syndicat d’employés de banque. Il fonde en janvier 1934, sous le pseudonyme de Pierre Ganivet, L'Homme réel, revue mensuelle du syndicalisme et de l'humanisme. Et en rédige les éditoriaux jusqu’en avril 1937 quand René Belin, secrétaire de la CGT en 1935, lui succède à la direction de la revue. Il signe les éditoriaux jusqu'à la disparition de la revue en 1938. Il collabore, sous son pseudonyme de Pierre Ganivet, à la commission du plan de la CGT, de sa fondation en mai 1934 jusqu'en 1938, et participe aux trois conférences internationales planistes discutant des thèses de Henri De Man. Selon Georges Lefranc, il est membre du parti néo-socialiste Parti socialiste de France-Union Jean Jaurès (PSdF). Il siège, sous son vrai nom, en 1936, au comité des experts choisis par Vincent Auriol pour préparer la réforme des statuts et de la politique de la Banque de France consacrée par la loi du 24 juillet 1936, qui le déçoit. Il signe alors un ouvrage de synthèse sur La Banque de France.
Il démissionne de ses fonctions à la Banque de Paris et des Pays-Bas, et se consacre définitivement à l'enseignement supérieur, à partir de la rentrée 1935, comme assistant à l’Université de Paris puis chargé de cours à celle de Toulouse. Il se présente vainement au concours d'agrégation des Facultés de droit (section d’économie politique). Les questions bancaires demeureront un de ses champs d’expertise jusque dans les années cinquante.

### Parcours politique auprès du gouvernement de Vichy
Mobilisé en août 1939, il mettait la dernière main à une monographie sur La Cité de Londres. Simple soldat, il se retrouve secrétaire d’état-major. Il se lie d'amitié avec l'un de ses compagnons d'armes, ecclésiastique, qui l'accompagne dans la recherche théologique qui le préoccupe alors : il lui doit, ainsi qu'à l’un de ses professeurs du collège de Saint-Aspais, une grande part d'un retour à la foi catholique qui se concrétise après guerre. Il ne semble pas que sa pratique fut très régulière.
Démobilisé le 15 août 1940, à la suite de l'instauration du régime de Vichy, il reprend contact avec René Belin, devenu secrétaire d’État à la Production industrielle et au Travail du cabinet Laval du 12 juillet 1940, rejoint l’entourage de Jean Bichelonne, qui deviendra secrétaire d’État à la Production industrielle du cabinet Laval du 18 avril 1942, et se consacre par le journalisme et l’enseignement à dégager les voies de l’économie dirigée. Il écrit ainsi dans La Vie industrielle et dans l’éphémère hebdomadaire Le Fait, d’octobre 1940 à avril 1941, et tient une rubrique hebdomadaire, intitulée L'activité économique, dans le quotidien Aujourd’hui, à partir d'octobre 1940, grâce à son ami Henri Jeanson, rédacteur en chef, et dans laquelle il fustige le libéralisme et les politiciens. Il conserve sa collaboration après le retrait de Jeanson, et ce jusqu'en 1944. Il y vante l'économie dirigée, qu'il définit ainsi : « l'organisation du capitalisme par les intéressés eux-mêmes mais à des fins désormais d'intérêt général déterminées qu'elles sont par l'État », soit un mélange des thématiques alors en vogue, le corporatisme et le dirigisme. Il est alors partisan d'une économie européenne et unifiée et de « l'Europe nouvelle » et donc de la collaboration.
Il anime à partir d'avril 1942 la Revue de l'économie contemporaine, liée à deux organismes économiques du régime de Vichy, l'Office central de répartition des produits industriels (OCRPI) et le Centre d'information interprofessionnel (CII). Bichelonne préside son comité de patronage. Ce dernier préside en 1943 un déjeuner offert pour célébrer le premier anniversaire de la revue,.
Il dirige, à partir de mai 1941, l’École supérieure d'organisation professionnelle, rattachée au CII. Cette école entend former notamment les cadres des Comités d'organisation mis en place par le régime de Vichy. Il devient aussi, à la rentrée 1941, maître de conférences à l’École libre des sciences politiques et à l'Institut catholique de Paris. Il donne également des conférences. Il publie, à l’été 1941, Produire pour l'Homme. L’Économie dirigée en France, puis en 1942 L'Économie allemande contemporaine.

### Parcours intellectuel et politique après la guerre
Arrive la Libération. Il échappe à l'épuration en passant un long séjour au monastère bénédictin de la Pierre-qui-Vire où il rédige une synthèse sur La Doctrine économique de l’Église qui sera publiée en 1950. Il reprend, à la rentrée 1946, ses enseignements à l'Institut catholique de Paris et devient dans les années 1960 le directeur de son département d'économie politique.
Il relance la publication de la Revue de l’économie contemporaine et participe activement à la fondation du Centre des hautes études américaines, qu'il anime jusqu'aux années 1960 avec Gaston Morancé. Il est candidat en 1951 aux législatives sur une liste UNIR (Union des nationaux indépendants et républicains), qui regroupe les partisans de la mémoire de Pétain demandeurs de l’amnistie, en Seine-et-Oise,. Il collabore au mensuel anticommuniste Exil et liberté, périodique de l’Union pour la défense des peuples opprimés, dont il est membre de son comité directeur dans les années 1950, et à Écrits de Paris, un autre périodique d'extrême droite. Il est proche de l'hebdomadaire royaliste La Nation française.
Des années 1950 aux années 1980, il est l'un des vice-présidents de la Société française de géographie économique, un cercle parisien élitaire qui organise des conférences mensuelles sous la forme de déjeuners au Cercle interallié, présidé successivement par Edmond Giscard d'Estaing, Wilfrid Baumgartner puis l'avocat de Pétain, Jean Lemaire. Il adhère en 1953 à la Société d’économie et de sciences sociales, qui regroupe les disciples du réformateur social du XIXe siècle Frédéric Le Play ; il est membre de son conseil d’administration à partir de 1965 et le reste jusqu’à son décès. Il est correspondant national de l'Académie d'agriculture de France en 1953, il est élu membre titulaire, dans la section hors cadre, en 1968.
Il figure aussi au conseil d’un club de réflexion international, conservateur et chrétien, fondé à Munich en 1951, la Abendländische Akademie (Académie occidentale) aux côtés de personnalités surtout allemandes liées à la CDU/CSU, et il est ensuite l'un des premiers premiers membres français d'une autre association transnationale conservatrice et catholique, le Centre européen de documentation et d'information (CEDI) dans les années 1950. Il fait partie en outre à la fin des années 1950 de la commission des enquêtes et travaux d'un organisme patronal et transnational de réflexion, le Comité européen pour le progrès économique et social (CEPES), dont le comité français est présidé par l'ancien ministre de Vichy François Lehideux.
Il participe, dans le cadre de l’UNESCO, à plusieurs missions d’expertise universitaires, dans les années 1950 et 60. De 1955 à 1963, il est conseiller financier du Gouvernement royal du Cambodge, rédige les statuts de la Banque nationale du Cambodge et supervise l'émission des premiers riels. À la suite de cette expérience, il rédige le Que sais-je ? sur l'Histoire du Cambodge.
Il collabore dans les années 1960 à la revue anticommuniste et catholique traditionaliste Itinéraires de Jean Madiran. On le trouve au colloque Charles Maurras d’Aix-en-Provence en 1970. Il est cosignataire en 1976 d'un texte initié par Jean de Viguerie, la « déclaration des trente universitaires catholiques » affirmant leur « communion de pensée » avec Mgr Marcel Lefebvre et leur adhésion à « la Tradition catholique ». Il est membre du comité français pour le boycottage des Jeux olympiques de Moscou de 1980 et il collabore à une nouvelle mouture de la Revue universelle, dirigée par François Natter et proche des milieux maurrassiens (il y dénonce notamment l'application de « la co-gestion universitaire » ). Il figure en outre au comité d'honneur de l'Institut d'études occidentales, ainsi qu'au comité de patronage constitué en 1970 de Nouvelle école d'Alain de Benoist, jusqu'à son décès.

### Fondateur et doyen de la Faculté Autonome et Cogérée d’Économie et de Droit (FACO)
Dauphin-Meunier est l'un des principaux fondateurs en 1968 de la Faculté Autonome et Cogérée d’Économie et de Droit (FACO), aujourd'hui Faculté libre de droit, d’économie et de gestion (FACO Paris), avec l'Association des parents pour la promotion de l'enseignement supérieur libre d'Aimé Aubert. Il a contesté la fin annoncée en 1967 des enseignements profanes de l'Institut catholique de Paris, à l'instar d'Itinéraires, dans le contexte de l'aggiornamento post-conciliaire de l'Église, de la crise de l'Université française et des événements de Mai 68, témoignant d'une crise des valeurs traditionnelles. Il a appuyé une grève des étudiants en droit de l'Institut en février 1968 pour maintenir la faculté de droit, et déploré la non-consultation des professeurs ; le vice-recteur réprouva ses propos au caractère « très polémique ».
Dauphin-Meunier a été en décembre 1968 invité d'honneur à un dîner de l'Union des intellectuels indépendants, aux côtés de Mgr Marcel Lefebvre, qui s'en prend aux « forces progressistes » qui « dès les premiers jours du Concile », l'auraient investi et stigmatise « une influence diabolique [qui] voulait détourner le concile de sa fin ». Dauphin-Meunier y présente sa FACO et souligne que l’une des causes du désarroi des jeunes, ce sont « les parents qui ont été incapables d’inculquer à leurs enfants le sens du devoir bien fait, l’amour de la Patrie, qui ont laissé déshonorer l’Armée, la Magistrature et laissent à présent conduire le pays tout doucement vers la soviétisation».
En juillet 1968, Dauphin-Meunier annonce l'ouverture d'une nouvelle Faculté libre de droit et de sciences économiques pour le 7 octobre, et souligne que cette nouvelle faculté va se réclamer de la « morale chrétienne ». Il ne conteste pas que « les événements de mai 68 ont accéléré la maturation d'une idée qui germait depuis avril ». Il tient une conférence de presse avec l'APPESL quelques jours avant l'ouverture de la nouvelle faculté pour la présenter. En cette année 1968, Dauphin-Meunier signe un manifeste « en faveur de modifications de structures à l'ORTF », réclamant son autonomie, et participe au colloque des « intellectuels pour la liberté » de l'Institut d'études occidentales de Thierry Maulnier, consacré « aux échecs du marxisme face au réel » en novembre.
Lors d'un dîner-débat du Centre d'études politiques et civiques en 1969, Dauphin-Meunier analyse les causes de la crise universitaire. Elles sont universelles : le « flux démographique » des jeunes et « leur angoisse devant la société présent ». Elles sont aussi spécifiquement françaises. C'est d'abord la réforme Fouchet, « responsable du drame de la jeunesse française et de l'Université française », car « sous prétexte de démocratisation de l'enseignement », elle a transformé les lycéens en « analphabètes », a provoqué « l'arrivée massive d'étudiants victimes de la destruction de l'enseignement secondaire » dans l'Université, et surtout dans les facultés de lettres et de droit, qui n'était pas prête à les recevoir, « faute de crédits ». En outre, l'Université « ne semble pas se soucier d'établir à quels débouchés pratiques leur diplôme de licence leur donnera accès ». L'autre cause, plus grave encore, c'est la crise de l'autorité et « la destruction de la civilisation humaniste et chrétienne  par ceux qui ont la mission de la défendre, les parents, les professeurs et les prêtres ». Les valeurs qu’il met en avant étant la virilité, la tradition, l’honneur et l’armée. Dauphin-Meunier évoque enfin la réforme d'Edgar Faure, la loi d'orientation universitaire du 12 novembre 1968, dite loi Faure, qui lui paraît « excellente ». Le ministre de l'éducation nationale a « pleinement conscience » des causes de la crise et sa réforme « s'efforce d'y remédier ». Elle offre quatre avantages : elle « substitue au despotisme bureaucratique du Ministère le principe de l'autonomie d'universités autonomes », elle met en place un système de cogestion au sein de l'enseignement supérieur, entre universitaires et étudiants, elle entend « qu'on informe les étudiants sur les problèmes de l'emploi et sur les débouchés » et elle institue des conseils régionaux d'enseignement supérieur et de recherche, dans lesquels vont se trouver réunis les représentants des Universités pluridisciplinaires, ceux des facultés libres et « des personnalités extérieures », choisies pour leurs compétences. Pour autant, Dauphin-Meunier liste tous les obstacles qui vont empêcher son application : l'administration, qui  « freine », les parents, qui s'opposent au système de la notation continue et à la suppression des examens terminaux ainsi qu'à la disparition des diplômes d'État, les universitaires, trop attachés « à leurs privilèges », les étudiants eux-mêmes, et enfin la « subversion marxiste » du SNESUP et de l'UNEF : « Nous sommes aujourd'hui, en France, bien que d'une manière beaucoup plus subtile que dans d'autres pays, en proie à une révolution culturelle marxiste. Le marxisme s'est infiltré progressivement dans l'enseignement primaire et l'enseignement secondaire ; il gangrène l'enseignement supérieur ».
En réponse à des critiques de convives, celles de François Natter notamment, Dauphin-Meunier affirme que « dans ses principes la réforme d'Edgar Faure n'est pas démagogique ». Au contraire, le système de participation et de cogestion est positif et Faure lui semble être un ministre « ouvert » et « favorable » à l'enseignement supérieur libre, comme l'atteste l'article 5 de la loi d'orientation. Faure a tenu à signer lui-même l'arrêté ministériel publié au JO le 5 janvier 1969 qui admet les étudiants de la FACO au bénéfice des assurances sociales. Et du reste, Dauphin-Meunier siège dans la commission nationale constituée par le ministre pour étudier les conditions de contrôle des études. Selon Dauphin-Meunier, la cogestion ne doit pas concerner l'administration des Universités, elle doit se placer au plan de l'enseignement : « C'est aux étudiants qu'il appartient de dire si tel professeur qui est un grand savant est un piètre pédagogue, et par conséquent s'il doit être renvoyé à ses recherches. Ce sont les étudiants qui ont à dire si l'enseignement doit être orienté dans telle ou telle voie qui lui semble plus utile. Ce sont les étudiants qui ont à fixer la part des enseignements cathédraux et des travaux de séminaires ». C'est là l'un des mots d'ordre de mai 68. D'où la nécessité d'un aggiornamento des méthodes d'apprentissage, de la fin des cours magistraux, qui doivent être remplacés par des séminaires, d'une « université à taille humaine », ce qu'il avait déjà annoncé lors de sa conférence de presse en 1968.
Dans cette conférence comme dans d'autres interventions, Dauphin-Meunier a critiqué les mandarins des facultés publiques, leur absentéisme, du fait que des professeurs partent à l'étranger pour de longs mois, et leur cumul des chaires. La FACO « met en œuvre sagement deux revendications intelligentes des contestataires: la participation et la formation utile des étudiants ». Dauphin-Meunier vante son « souci constant du réel, de l'utile, du concret ».
Dauphin-Meunier est doyen de la FACO et membre de son conseil d'administration, présidé par son ami l'éditeur Gaston Morancé, qui a animé avec lui le Centre des hautes études américaines. Achille Dauphin-Meunier assume la charge de doyen jusqu'en 1978 et y dispense des enseignements jusqu'à sa mort. Il y dirige un Institut technique de formation active, anime avec Albert Garand, professeur à la FACO, dans la première moitié des années 1970, un Centre d’Étude de la Doctrine Sociale de l’Église, en lien avec l'Association pour la liberté économique et le progrès social (ALEPS). La FACO abrite aussi depuis juin 1969, l'Institut supérieur du travail de Claude Harmel, secrétaire général de l'ALEPS et professeur à la FACO.

## Œuvres
- Pierre Ganivet, La Commune hongroise et les Anarchistes (21 mars 1919 – 7 août 1919), Paris, Librairie Internationale, 1926 (lire en ligne).
- Mirabeau et l’Économie prussienne de son temps, Université de Paris, Faculté de Droit, thèse pour le doctorat en droit (sciences politiques et économiques), Paris, PUF, 1933 (ouvrage couronné par l'Académie des Belles-Lettres d'Aix-en-Provence)
- La Banque de France, Paris, Gallimard, NRF, 1936
- La Banque 1919-1935, Allemagne, Angleterre, France, préface d'E. Dolléans, Paris, Gallimard, NRF, 1936
- La Banque à travers les âges, 2 vol., sous la direction technique de Louis Lair, préface d’Édouard Dolléans, iconographie rassemblée par Jean Boisseau : Éditions techniques et professionnelles (Banque Éditeur), Paris, 1936-1937
- La Cité de Londres (préface de Louis Baudin), NRF, Gallimard, coll. Problèmes et Documents, Paris, 1940 (ouvrage couronné par l'Académie Française), réédition : La Cité de Londres et les grands marchés internationaux, préface de Louis Baudin, Paris, NEL, 1954
- Produire pour l'Homme, L’Économie dirigée en France, Paris, Plon, coll. Présences, 1941 (Grand Prix de la Jeune France)
- L’Économie allemande contemporaine, Paris, Fernand Sorlot, 1942
- La Doctrine économique de l’Église, ouvrage couronné par l'Académie Française (prix Thiers) et l'Académie des Sciences morales et politiques (prix Audiffred), Paris, NEL, 1950
- Albert de Mun, traduction italienne de Mario Bezzola, La Scuola, Brescia, coll. "Maestri della dottrine sociali" diretta da Fransisco Vito, 1952
- L’Église en face du Capitalisme, Paris, A. Fayard, coll. Ecclésia, 1955
- L’Église et les Structures économiques du monde, Paris, A. Fayard, coll. Je sais-Je crois, série Les Problèmes du Monde et de l’Église, 1957
- Histoire du Cambodge, Paris, PUF, coll. Que sais-je ?, no 916, 1961 ; 2e éd. mise à jour, 1968
- Histoire de la Banque, Paris, PUF, coll. Que sais-je ?, no 456, 1951 ; 2e éd. 1959, 3e éd. 1964, 4e éd. 1968.
- Le Cambodge de Sihanouk ou de la difficulté d'être neutre (lettre-préface de SAR le prince Norodom Sihanouk, chef de l'État du Cambodge), Paris, NEL, coll. Survol du Monde, 1965
- Le Jeu de l'épargne et de l'investissement à l'âge industriel, Paris, Payot, coll. Eudes et documents, série politique et économique, 1969
- La Société industrielle contemporaine et les Enseignements pontificaux, CEDSE, Paris, NEL, coll. Liberté économique et Progrès social, 1972
- « L'apport de Maurras à la science politique », Études maurrassiennes, Aix-en-Provence, vol. 2,‎ 1973, p. 47-56